# دايموند دلاس بايج
دايموند دلاس بايج (بالإنجليزية: Diamond Dallas Page)‏ ، من مواليد 5 أبريل 1956م واسمه الحقيقي بايج جوزيف فالكينبرغ، وهو مصارع أمريكي محترف، شارك في أشهر مسابقات المصارعة الحرة مثل دبليو دبليو إي ودبليو سي دبليو.

## وصلات خارجية
- دايموند دلاس بايج على موقع دبليو دبليو إي (الإنجليزية)
- دايموند دلاس بايج على موقع WrestlingData.com (الإنجليزية)
- دايموند دلاس بايج على موقع CageMatch worker (الإنجليزية)
- دايموند دلاس بايج على موقع قاعدة بيانات المصارعة على الإنترنت (الإنجليزية)
- دايموند دلاس بايج على موقع عالم المصارعة على الإنترنت (الإنجليزية)
- دايموند دلاس بايج على موقع عالم المصارعة على الإنترنت (الإنجليزية)
- Official Website
- قناة دايموند دلاس بايج  على يوتيوب
- DDPYoga website by DDP
- Interview with DDP on Tha O Show
- دايموند دلاس بايج على موقع IMDb (الإنجليزية)
- دايموند دلاس بايج على موقع ألو سيني (الفرنسية)
- دايموند دلاس بايج على موقع أول موفي (الإنجليزية)
- دايموند دلاس بايج على موقع ديسكوغز (الإنجليزية)
- دايموند دلاس بايج على موقع قاعدة بيانات الفيلم (الإنجليزية)
- دايموند دلاس بايج على موقع كينوبويسك (الروسية)
- دبليو دبليو إي Alumni profile
- Where are they now? on WWE.com